# Lesnoje (Kraj Chabarowski)
Lesnoje (ros. Лесное) – wieś w Rosji, w Kraju Chabarowskim, w rejonie chabarowskim. W 2010 liczyła 149 mieszkańców.